# Микола Хведарович
Микола Хведарович (бел. Мікола Хведаровіч; наст. Николай Фёдорович Чернушевич, бел. Мікалай Фёдаравіч Чарнушэвіч; другие псевд.: С. Старобинский, Сабастьян Старобинский, Себастьян Старобинский, Н. Федорович; 24 марта [6 апреля] 1904, Копыль, Минская губерния — 20 августа 1981, Минск) — белорусский поэт, прозаик, переводчик. Брат писателя Никифора Чернушевича.

## Биографические сведения
Родился в крестьянской семье. В 1915-18 жил в приюте для детей беженцев в Калуге, учился в городском училище, где, в частности, математику преподавал К. Э. Циолковский. Вернувшись из эвакуации, учился в училище мест. Тимковичи, затем в Копыльской трудовой школе 2-й степени. В 1918 вступил в комсомол. С 1921 в части особого назначения. В 1923 секретарь комсомольской ячейки в Цировской волости и заведующий избой-читальней. В 1924 комиссар Слуцкого военкомата по допризывной подготовке.
В 1928 окончил рабфак в Минске, в 1931 — БГУ. Параллельно с учёбой работал ответственным секретарем журнала «Известия ЦК КП(б)Б», затем в «Партийном работнике» и «Большевике Беларуси». В 1932-33 редактор двухнедельника «Чырвоная Беларусь». Член СП Беларуси с 1934 года. В 1933-34 заведующий кабинетом молодого автора СП БССР. В 1934-37 ответственный секретарь журнала «Полымя рэвалюцыі», секретарь журнала «Минск». Был членом литературных организаций «Молодняк» и БелАПП.
Арестован 3.8.1938. Осуждён (1940) на 8 лет лишения свободы. Находился в заключении в лагерях на Кольском полуострове, участвовал в строительстве Мончегорска, с 1941 в Устьвымлаге (поселок Вожаель Коми АССР). С 1946 работал в Карши Узбекской ССР. Повторно арестован 22.5.1949; сослан (1949) в Енисейск Красноярского края. Реабилитирован 28.9.1955. В 1956 вернулся в Белоруссию.

## Творчество
Со статьями в печати начал выступать в 1924. Первое стихотворение («Ураджайнае») напечатал в 1925. В 1929 вышла первая книга («Настроі»).
Вышли также книги поэзии «Рытмы» (1930), «Боевые песни» (1930), «Баявыя песні» (1930), «Тэмпы-кантрасты» (1931), «Вайна за мір» (1932), «Ха» (жарты, пародыі, 1932), «Усім сэрцам» (1937), «Залаты лістапад» (1957), «Зацветает лён» (1959), «Перазвон бароў» (1961, рус. пер. 1972), «Пасля навальніцы» (избранное, 1965), «Зоркі на камені» (1968), «Крынічка» (1978), «Любістак» (избранное, 1984). Вышли «Избранные произведения в 2 томах» (1974). Для детей издал книжки «Сонечны зайчык» (1961, рус. пер. 1964), «Лясныя званочкі» (1968), «Крылы» (1973), «Светлы дзянёк» (1984).
Издал книги воспоминаний «Памятныя сустрэчы» (1960, 3-е издание переработанное в 1977), «Незабыўнае» (1976) и повесть «Споведзь перад будучыняй» (1978).
Перевел поэмы А. Пушкина «Кавказский пленник» (1937), «Бахчисарайский фонтан» (1938), «Сказку о царе Салтане» (журнал «Полымя рэвалюці», 1937), роман А. Фадеева «Последний из удэге» (с А. Звонаком, 1935), поэмы Э. Багрицкого «Дума про Опанаса» (журнал «Молодняк», 1930) и Ш. Руставели «Витязь в тигровой шкуре» (с А. Звонаком, 1966), роман В. Кочетова «Братья Ершовы» (с И. Грамовичем, 1960), книгу поэзии Ш. Петефи «Лира и меч» (1971), пьесы М. Стеглика, А. Полевого, А. Толбузина.

## Премии и награды
Лауреат премии венгерского агентства по литературе и искусству «Артесиус» (1981) за пропаганду венгерской поэзии на белорусском языке.

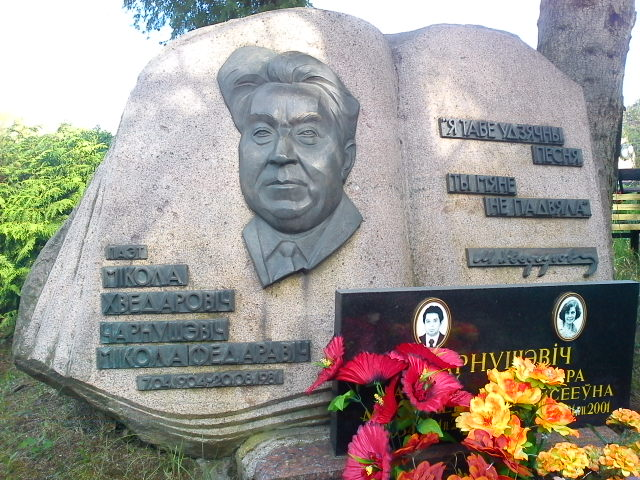
Микола Хведарович, Северное кладбище Минска, 17 мая 2017.